# WISE 1639-6847
WISE 1639-6847 är en ensam stjärna belägen i södra delen av stjärnbilden Södra triangeln. Baserat på uppmätt parallax på ca 211,1 mas beräknas den befinna sig på ett avstånd av ca 15,5 ljusår (ca 4,74 parsec) från solen.

## Observation

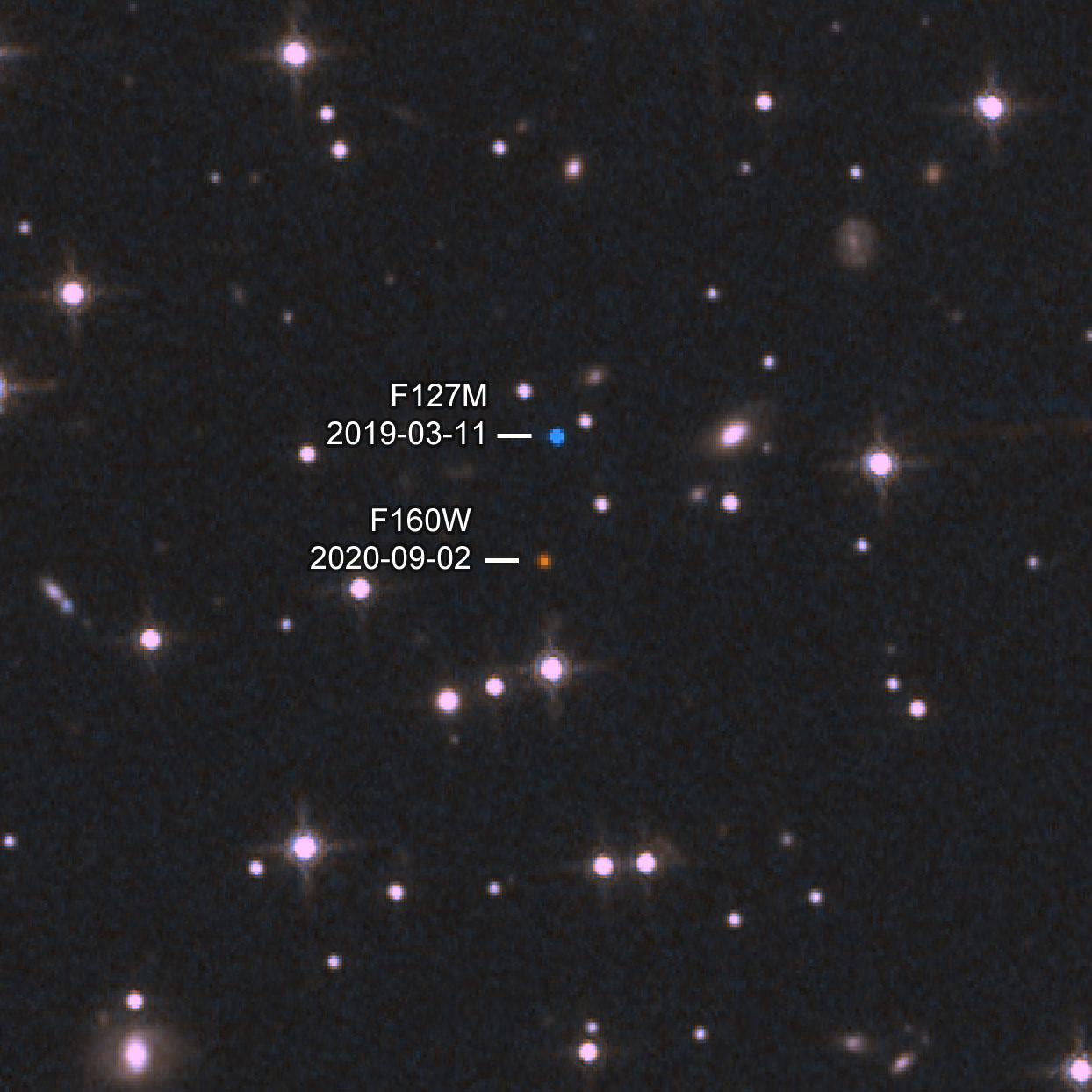
WISE 1639-6847 i nära-infraröd. Den visar hur den bruna dvärgen rör sig inom 1 ½ år. Foto: Hubble Space Telescope, Fontanive et al.

WISE 1639−6847 upptäcktes 2012 av C.G. Tinney et al. från data, insamlad av Wide-field Infrared Survey Explorer (WISE)-teleskopet, som kretsar kring jorden — NASA:s rymdteleskop för infraröd våglängd på 40 cm, vilket uppdrag varade från december 2009 till februari 2011.
År 2012 gjorde Tinney et al. uppföljningsobservationer av WISE 1639−6847 med hjälp av FourStar infraröd mosaikkamera monterad på 6,5-meters Magellan Baade-teleskopet vid Las Campanas Observatory, Chile (den 10–11 maj 2012 (UT)) och spektroskopi med hjälp av Folded-port Infrared Echellette (FIRE) också monterad på samma teleskop (den 10 juli 2012 (UT)).
I november 2012 publicerade Tinney et al. en artikel i The Astrophysical Journal, där de presenterade upptäckten av en nyfunnen brun dvärg av WISE Y-typ, WISE 1639−6847 (den enda upptäckten av en brun dvärg, presenterad i artikeln).

## Egenskaper
WISE 1639−6847 har absolut magnitud i J -bandet på 22,14 ± 0,22 och klassificerades först som spektraltyp mellan Y0 och Y0,5. Observationer med Hubble WFC3 nära-infraröd grismspektroskopi visade att J-bandstoppen stämde med Y0-standarden. Y-bandstoppen och YJ-färgen visade att den var ovanlig jämfört med andra Y-dvärgar och därför tilldelades den spektraltyp Y0 pec, där pec står för märklig eller ovanlig. Modellering av denna Y-dvärg kämpar med att reproducera spektrumet, men endast med ganska orealistiskt hög temperatur och låg gravitation har det varit möjligt (2023) att reproducera spektrumet.